# Willi Köhn
Willi Köhn (* 1. Juli 1900 in Friedland (Mecklenburg); † 1. Februar 1962) war ein deutscher Generalkonsul, Funktionär der Auslandsorganisation der NSDAP (NSDAP/AO) und zuletzt im Rang eines SS-Brigadeführers beim Stab des Reichsführers SS.

## Leben
Der Kaufmannssohn Willi Köhn beendete seine Schullaufbahn 1917 mit der Obersekundareife. Er nahm als Kriegsfreiwilliger bei den Seefliegern am Ersten Weltkrieg teil. Nach Kriegsende gehörte er 1919 dem Zeitfreiwilligen-Bataillon Güstrow an. Von 1919 bis 1922 absolvierte eine kaufmännische Ausbildung im väterlichen Geschäft und bei der Karstadt AG. 1920 war er der Deutschvölkischen Freiheitspartei beigetreten. 1924/25 war er Kompanieführer in der Brigade Ehrhardt. 1928 reiste er nach Chile aus und arbeitete dort als Bankangestellter. Zum 1. November 1931 trat er in die NSDAP ein (Mitgliedsnummer 674.734) und wurde im selben Jahr Ortsgruppenleiter in Santiago de Chile, 1932 Landesgruppenleiter der NSDAP/AO und 1933 Auslandskommissar der AO für Südamerika. Köhn gehörte ab 1938 als Vertreter der SS, schließlich als Generalkonsul in Spanien (im Bürgerkrieg, auf der Seite der Putschisten) neben Paul Winzer, Richard Enge (Wirtschaftsexperte), Hans Kroeger (für die NSDAP) und Hans Stille jun. (späterer Legationssekretär) zur Entourage von Wilhelm Faupel in Salamanca. Ab 1940 war er Ministerialdirigent im Reichspostministerium.
1936 trat Köhn in die SS ein (SS-Nummer 277.325), er wurde 1938 zum SS-Oberführer ernannt, am 9. November 1941 zum SS-Brigadeführer. Ab dem 9. November 1944 gehörte er zum Stab des Reichsführers SS.

## NS-Auszeichnungen
- Kriegsverdienstkreuz I. Klasse mit Schwertern
- Kriegsverdienstkreuz II. Klasse mit Schwertern
- Ehrenkreuz für Frontkämpfer
- Ehrendegen des Reichsführers SS
- Totenkopfring der SS

## Nachweise
1. ↑  Peter Witte u. a.: Der Dienstkalender Heinrich Himmlers 1941/42. Hans Christians Verlag, Hamburg 1999, ISBN 3-7672-1329-X, S. 696 (eingeschränkte Vorschau in der Google-Buchsuche).
2. ↑  Hans-Jürgen Döscher: SS und Auswärtiges Amt im „Dritten Reich“. Diplomatie im Schatten der „Endlösung“. Ullstein, Frankfurt am Main/Berlin 1991, ISBN 3-548-33149-1, S. 169 (eingeschränkte Vorschau in der Google-Buchsuche).
3. ↑  Bundesarchiv R 9361-IX KARTEI/21761494
4. ↑  Robert H. Whealey: Hitler And Spain. University Press of Kentucky, Lexington 2005, ISBN 0-8131-9139-4, S. 63 (eingeschränkte Vorschau in der Google-Buchsuche).
5. ↑  Frank-Rutger Hausmann: Ernst-Wilhelm Bohle: Gauleiter im Dienst von Partei und Staat (= Zeitgeschichtliche Forschungen, Band 38). Duncker & Humblot, Berlin 2009, ISBN 978-3-428-12862-4, S. 142 (eingeschränkte Vorschau in der Google-Buchsuche).
6. ↑  SS-Brigadeführer & Generalmajor der Polizei (K–N) (Memento des Originals vom 12. April 2015 im Internet Archive)  Info: Der Archivlink wurde automatisch eingesetzt und noch nicht geprüft. Bitte prüfe Original- und Archivlink gemäß Anleitung und entferne dann diesen Hinweis.

| Personendaten    | Personendaten                         |
| ---------------- | ------------------------------------- |
| NAME             | Köhn, Willi                           |
| KURZBESCHREIBUNG | deutscher Generalkonsul und SS-Führer |
| GEBURTSDATUM     | 1. Juli 1900                          |
| GEBURTSORT       | Friedland (Mecklenburg)               |
| STERBEDATUM      | 1. Februar 1962                       |